# Bokermannohyla ibitiguara
Espèce
Synonymes
- Hyla ibitiguara Cardoso, 1983

Statut de conservation UICN

 DD  : Données insuffisantes
Bokermannohyla ibitiguara est une espèce d'amphibiens de la famille des Hylidae.

## Répartition
Cette espèce est endémique de l'État du Minas Gerais au Brésil. Elle se rencontre vers 900 m d'altitude aux environs d'Alpinópolis dans le Parc national de la Serra da Canastra,.

## Publication originale
- Cardoso, 1983 : Descrição e biologia de uma nova espécie de Hyla Laurenti, 1768 (Amphibia, Anura, Hylidae). Iheringia, sér. Zoologia, Porto Alegre, no 62, p. 37-45 (texte intégral).